# Caltimacán
Caltimacán es una localidad de México, localizada en el municipio de Tasquillo en el estado de Hidalgo.

## Toponimia
Del náhuatl Cal-ti-ma-can, calli, casa, ti, ligadura enfónica, ma, tomar o tomar con violencia, conquistar tal vez, y can final: “Lugar de casas conquistadas”.

## Geografía
Se encuentra en la región geográfica del Valle del Mezquital. A la localidad le corresponden las coordenadas geográficas 20° 32’ 12.436” de latitud norte y 99° 22’ 08.846” de longitud oeste; con una altitud de 1716 m s. n. m. Cuenta con un clima semiseco templado.
En cuanto a fisiografía se encuentra en la provincia del Eje Neovolcánico, dentro de la subprovincia de Sierras y Llanuras de Querétaro e Hidalgo; su terreno es de lomerío. En lo que respecta a la hidrografía se encuentra posicionado en la región del Pánuco, dentro de la cuenca del río Moctezuma, y en los límites de las subcuencas de los ríos Tula y Alfajayucan.

## Demografía
En 2020 registró una población de 1674 personas, lo que corresponde al 9.60 % de la población municipal. De los cuales 798 son hombres y 876 son mujeres.
| Gráfica de evolución demográfica de Caltimacán entre 1900 y 2020                             |
|                                                                                              |
| Población de los censos y conteos del Instituto Nacional de Estadística y Geografía (INEGI). |